# Cleistogenes kitagawae
Cleistogenes kitagawae là một loài thực vật có hoa trong họ Hòa thảo. Loài này được Honda mô tả khoa học đầu tiên năm 1936.